# تیبریو مورجا
تیبریو مورجا (ایتالیایی: Tiberio Murgia؛ ‏ ۵ فوریهٔ ۱۹۲۹ – ۲۰ اوت ۲۰۱۰) بازیگر اهل ایتالیا بود.
از فیلم‌هایی که وی در آن نقش داشته‌است، می‌توان به همان دریا، همان ساحل، پیرینو، آفتی برای رهایی، هفت بی‌غیرت ارجمند، جنبه خوب پائولینا، سفیدبرفی و همراهان، شب‌های گناه‌آلود پیترو آرتینو، بازی‌های ممنوعه پیترو آرتینو، به‌خاطر عشق پوپیا، گربه مامان، پائولو روبرتو کوتکینو مهاجم میانی موفق، جنگ بزرگ، به نوبت، شکار روباه، دختری که زیاد می‌دانست، آدم‌های ناشناس، دخترک سرباز در دیدار نظامی، راهبه آتش‌پاره، دو رقیب، دختر دبیرستانی، شیطان و آب مقدس و طلاق اشاره کرد.